# Elecciones parlamentarias de Islas Vírgenes Británicas de 2019
Las elecciones parlamentarias se llevaron a cabo en Islas Vírgenes Británicas el 25 de febrero de 2019.

## Trasfondo
Delores Christopher, miembro de la Cámara que representaba al Distrito 5, murió el 16 de octubre de 2018. Hubo un amplio acuerdo en que era indeseable celebrar dos elecciones tan cerca (una elección parcial para nombrar a un nuevo representante para el distrito 5, seguido de una elección general). En consecuencia, después de recibir asesoría legal y consultar con el primer ministro Orlando Smith, el gobernador, Augustus Jaspert, informó que se había acordado que no se realizarían elecciones parciales por separado y que se anticiparían las elecciones.
La Cámara de la Asamblea se disolvió el 23 de enero de 2019 y la fecha de la elección se anunció inmediatamente para el 25 de febrero de 2019.

## Sistema electoral
La Cámara de la Asamblea normalmente es electa por periodos de cuatro años. El Gobernador debe disolver la Cámara dentro de los cuatro años posteriores a la fecha en que la Cámara se reúne por primera vez después de una elección general, a menos que se haya disuelto antes. Una vez que la Cámara se haya disuelto, se deben celebrar elecciones generales después de al menos 21 días, pero no más de dos meses después de la disolución de la Cámara.